# Marek Holeček
Marek Mára Holeček (* 5. listopadu 1974 Praha) je jedním z nejúspěšnějších a nejzkušenějších horolezců současnosti, skalní lezec a pískař. Jako první Čech v historii získal hlavní cenu prestižního ocenění Piolet d'Or (tzv. Zlatý cepín) za prvovýstup alpským stylem jihozápadní stěnou jedenácté nejvyšší hory světa – Gašerbrum I.
Získal několik ocenění Výstupy roku ČHS a Horolezec roku.
| „                                                         | Můj organismus je celá léta systematicky týrán v dosažení jedné důležité dovednosti pro pobyt v horách, umění strádat. | “ |
| — Marek Holeček v Hyde Parku Civilizace na ČT24 1.10.2022 | |   |

## Filozofie lezení
Marek Holeček se zabývá objevováním nových výstupových směrů v nejvyšších horách světa. Leze od svých pěti let a podle svých slov se snaží vylézt vše, co vyrostlo od výše jednoho metru nad hladinou moře až po himálajské obry. Odmítá zažitou představu, že vrcholem veškerého horolezeckého snažení je dosažení co nejvyšší nadmořské výšky. Stejně důležitými se také staly obtížnost výstupu a styl, jakým se k vrcholu dostane. I přes rozdílné cíle, např. velké stěny, ledové a sněhové kopce nebo koktejl všeho dohromady – takzvané mixy, mají podle něj výpravy do hor společného jmenovatele: „Vyhledávat náročné lezecké terény v maximálním počtu dvou, nanejvýš tří lidí a nést s sebou akorát to, co naše záda unesou. A pokud štěstí dá své svolení, tak vznikne i nová cesta.“

## Výkony a ocenění
- Hlavní cena Piolet d'Or 2020[3] za prvovýstup alpským stylem na Chamlang, 7319 m n. m., Nepal, spolulezec: Zdeněk Hák

- Hlavní cena Piolet d'Or 2018[4] za prvovýstup alpským stylem na Gasherbrum I., 8080 m n. m., Pákistán Karakoram, spolulezec: Zdeněk Hák
- 2018 – Výstup roku Českého horolezeckého svazu v kategorii Velehory nad 6000 m n. m. za prvovýstup na osmitisícovku Gasherbrum I. alpským stylem, spolulezec: Zdeněk Hák
- Nominace na hlavní cenu Piolet d'Or 2014 (F&I)[5][6] za prvovýstup na Talung (7348 m n. m.), Nepál, spolulezec: Zdeněk Hrubý

- Čestné uznání Golden Piton Awards 2006 (GB)[7]za prvovýstup na Meru Central (6310 m n. m.), Indie, spolulezec: Jan Kreisinger

- Český horolezecký svaz: čestné uznání – 1997, 1999, 2001, 2012, 2014, 2018, 2019
- Český horolezecký svaz: Výstup roku – 2000, 2002, 2003, 2006, 2008, 2013, 2017, 2018, 2019
- Člen horolezeckého reprezentačního družstva od roku 1996

### Významné výstupy
- 1997 – Francouzské Alpy, Grandes Jorasses, S stěna – opakování cesty Manitua 7+, A3, 70° (Svetičič 1991), ocenění Výstup roku ČHS
- 1997 – Indie, Gahrvál, Mount Meru 6 310 m n. m., S stěna, pokus o prvovýstup s Filipem Šilhanem
- 1998 – Francouzské Alpy, Grandes Jorasses, S stěna – opakování cesty McyIntyre-Colton, zimní výstup, spolulezec Tomáš Rinn
- 1999 – Pákistán, Karákóram, Amin Brakk 5850 m n. m., Z stěna, prvovýstup Czech Express 7b+, A3+, vylezeno alpským stylem za 9 dní, spolulezci David Šťastný a Filip Šilhan, ocenění Čestné uznání ČHS
- 2000 – Patagonie, Cerro Central, 2800 m n. m., nová varianta cesty Makarony Poritge Junction, 7a, A3+, alpským stylem za 8 dní, spolulezci David Šťastný a Filip Šilhan, ocenění Výstup roku ČHS
- 2001 – Patagonie, Escudo, 2600 m n. m., první opakování cesty The dream, 7a, A3+, alpským stylem za 8 dní, spolulezci David Šťastný a Filip Šilhan, ocenění Výstup roku ČHS
- 2002 – Kyrgyzstán, Pamiro-Alaj, Pik 4810, prvovýstup Otíkovy mokré sny, 7b+/7c+, alpským stylem za 8 dní, spolulezci Václav Šatava a Pavel Jonák, ocenění Výstup roku ČHS
- 2003 – Kyrgyzstán, Pamiro-Alaj, October, prvovýstup Ochtokurova poběda, 7b, A4, alpským stylem za 5 dní, spolulezci David Šťasný a Otakar Vašek, ocenění Výstup roku ČHS
- 2005 – Nepál, Centrální Himálaj, Kyashar 6769 m n. m., prvovýstup Ramro China, M6+, WI 6, alpským stylem za 5 dní do V sedla, spolulezec Jan Doudlebský[8]
- 2006 – Indie, Gahrválský Himálaj, Mt. Meru, 6310 m n. m., prvovýstup Filkův nebeský smích, 7a, M5, 80°, alpským stylem za 13 dní, spolulezec Jan Kreisinger, ocenění Výstup roku ČHS , ocenění čestným uznáním Golden Piton Award časopisu Climbing Magazine[9][10][11]
- 2008 – Pákistán, Karákóram, Kapura Peak 6200 m n. m., Z vrchol SZ zářezem, prvovýstup Wild Wings WI 5+, M7, 70°, vylezeno alpským stylem za 3 dny, spolulezec Jan Doudlebský v rámci expedice Devold Triple North Walls
- 2008 – Afghánistán, Hindúkuš, Kohe Uparisína 6260 m n. m., Z vrchol SZ zářezem, prvovýstup Sweet 65 WI 5, 70°, vylezeno alpským stylem za 4 dny, spolulezec Jan Doudlebský v rámci expedice Devold Triple North Walls
- 2009 – Pákistán, Karákóram, Gašerbrum I 8068 m n. m., po neúspěšném pokusu o prvovýstup JZ stěnou, který ztroskotal na zdravotních problémech spolulezce Zdeňka Hrubého, úspěšný sólový výstup Japonskou cestou za 4 dny.
- 2011 – Pákistán, Himálaj, Nanga Parbat 8125 m n. m. Pokus o sólový prvovýstup Rupalskou stěnou skončil kvůli velkému množství sněhu ve výšce 7100 m.
- 2012 – Pákistán, Himálaj, Nanga Parbat 8125 m n. m. Výstup na vrchol Kinshoferovou cestou v Diamirské stěně v rámci aklimatizace na prvovýstup Rupalskou stěnou. Český horolezecký svaz výstup ocenil čestným uznáním.[12]
- 2013 – Nepál, Talung 7349 m n. m., Prvovýstup alpským stylem za 7 dní, SZ pilířem 2100 m. Název cesty "Thumba Party", obtížnost výstupu M6+, WI6. Spolulezec Zdeněk Hrubý. Ocenění Výstup roku ČHS[13] a nominace na hlavní cenu Piolet d'Or,[5] což je dosud největší zahraniční ocenění českého horolezce v kategorii výškového horolezectví.
- 2014 – Antarktida, Monte Samila 1 500 m n. m. Prvovýstup alpským stylem za 1 den, J stěnou 1700 m. Název cesty "Ohnivá lýtka Abdulova", obtížnost výstupu WI5, celkový sklon 70°. Spolulezci Vladimír Nosek a Vladimír Jošt. Oceněno čestným uznáním ČHS.[14]
- 2017 – Pákistán, Gašerbrum I 8080 m n. m., Prvovýstup alpským stylem za 8 dní, JZ stěnou 3000 m, název cesty "Satisfaction!" (věnováno Zdeňkovi Hrubému), obtížnost výstupu ED+ (M7, WI5+). Spolulezec Zdeněk Hák.[15] Oceněno výstupem roku od ČHS a cenou Piolet d´Or
- 2018 – Antarktida, Monte Pižďuch 1200 m n. m. Prvovýstup alpským stylem za 2 dny, JZ stěnou 850 m. Název cesty "Bloody Nose", obtížnost výstupu ED+ (M4/WI5+ a v jednom místě 95°). Spolulezec Miroslav Dub. Oceněno Výstupem roku od ČHS
- 2018 – Nepál, Kyazo Ri 6186 m n. m. Prvovýstup alpským stylem, JZ stěnou 1600 m, za 2 dny, (po předchozím pokusu z roku 2017 s Jánem Smoleněm) Název cesty "Momentary lapse of reason" obtížnost výstupu ED+ (M6,WI4+). Spolulezec Zdeněk Hák. Oceněno Čestným uznáním od ČHS
- 2019 – Nepál, Čamlang 7319 m n. m. Prvovýstup SZ stěnou 2200 m, název cesty "UFO Line". Výstup alpským stylem za 8 dní, obtížnosti ABO. Spolulezec Zdeněk Hák. Oceněno výstupem roku od ČHS a cenou Piolet d´Or
- 2019 – Peru, Huandoy Norte 6360 m n. m. Prvovýstup SZ stěnou 1200 m, název cesty "Boys 1970". Výstup alpským stylem za 2 dny, obtížnosti ED+ (M6, WI6). Spolulezec Radoslav Groh. Oceněno čestným uznáním od ČHS
- 2021 – Nepál, Baruntse 7162 m n. m. Prvovýstup Z stěnou alpským stylem. Spolulezec Radoslav Groh.
- 2023 – Sura Peak 6764 m n. m. Prvovýstup severozápadní stěnou. Spolulezec: Matěj Bernát.[16]
- 2024 – Langtang Lirung 7234 m n. m. Prvovýstup východní stěnou. Spolulezec: Ondrej Húserka. Húserka při sestupu zahynul.[17]

Prvovýstup na Gašerbrum I
O vylezení nové cesty v jihozápadní stěně na Gašerbrum I se Marek Holeček pokoušel několikrát. Nejprve dvakrát v letech 2009 a 2013 se Zdeňkem Hrubým, který zde zahynul při sestupu při druhém neúspěšném pokusu o prvovýstup v srpnu 2013. Potřetí s Tomášem Petrečkem v roce 2015 a počtvrté s Ondřejem Mandulou v roce 2016. Nakonec se mu to podařilo na pátý pokus v 30. července 2017 se spolulezcem Zdeňkem Hákem a to velmi hodnotným alpským stylem.

### Filmy
- 2003: Sen, režie Jiří Kratochvíl, film o lezení v Yosemitech
- 2007: Tous Européens! (francouzsky)
- 2009: Dotknout se nebe, TV dokument
- 2011: Chytnout nebe za kšandy, TV dokument
- 2016: The Elements, režie Tomáš Galásek
- 2018: v soutěžním pořadu Máme rádi Česko
- 2019: Naked Mountain, dokumentární film, režie Tomáš Galásek
- 2020: Boys 1970, dokumentární film, režie Tomáš Galásek
- 2020: UFO Life, dokumentární film, režie Jan Šimánek